# Эрнангомес, Вилли
Гильермо Густаво (Вилли) Эрнангомес Гойер (исп. Guillermo Gustavo "Willy" Hernangómez Geuer; род. 27 мая 1994, Мадрид) — испанский баскетболист, играющий на позиции центрового. Выступает за испанский клуб «Барселона». Чемпион мира 2019 года, и чемпион Европы 2015 и 2022 года в составе сборной Испании.

## Карьера в Европе
Эрнангомес является воспитанником баскетбольного клуба «Реал Мадрид». Начиная с 2008 года он выступал за детские и юношеские команды различных возрастных категорий. В сезонах 2011/2012 и 2012/2013 Вилли выступал за второй состав «Реала» в лиге EBA (четвёртый дивизион чемпионата Испании). В сезоне 2012/2013 он также привлекался к играм основного состава, за который сыграл три матча в чемпионате Испании. В 2013 году Эрнангомес был отдан в аренду клубу «Севилья», за который выступал два года. Во втором сезоне Вилли был включён по итогам сезона в символическую сборную лучших молодых игроков чемпионата Испании. В 50 матчах сезона он набирал в среднем за игру 10,1 очка и делал 5,7 подбора.
В 2015 году Эрнангомес вернулся в «Реал Мадрид». В сезоне 2015/2016 он помог команде выиграть Межконтинентальный кубок, национальный чемпионат и Кубок Испании, и был снова включён в сборную молодых игроков испанской лиги. В среднем за игру он набирал 6,7 очков и делал 3,8 подборов, реализуя 67,7 % бросков с игры.
13 июля 2023 года «Барселона» официально объявила о подписании контракта с игроком. Права на Эрнангомеса принадлежали мадридскому «Реалу», но мадридцы не стали повторять квалификационное предложение каталонцев.

## НБА

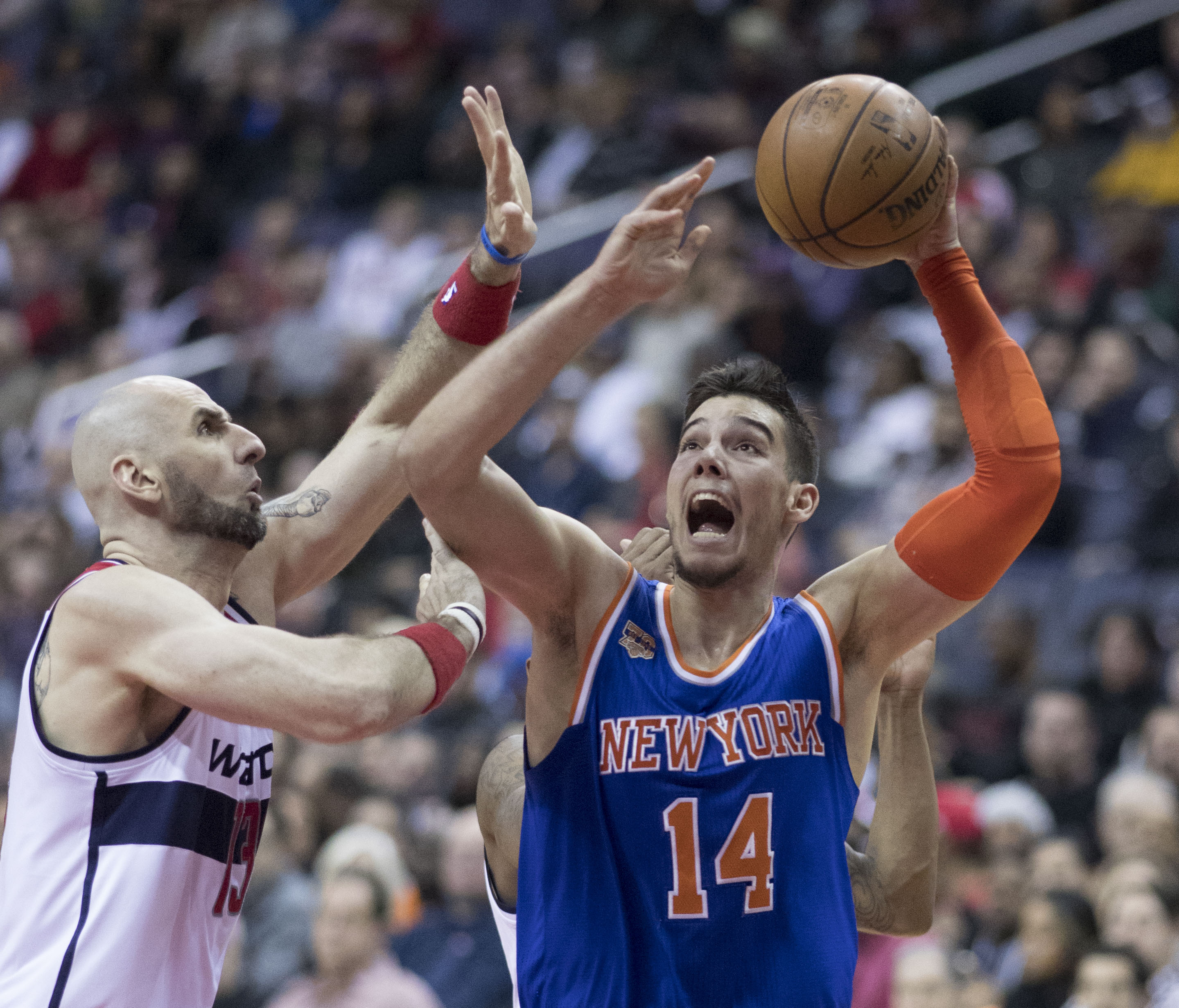
Эрнангомес (справа) в 2017 году

На драфте НБА 2015 года Эрнангомес был выбран во втором раунде под общим 35-м номером командой «Филадельфия Севенти Сиксерс». В день драфта права на игрока приобрёл клуб «Нью-Йорк Никс». 11 июля 2016 года Эрнангомес заключил с «Никс» четырёхлетний контракт, по которому он получит 5,9 млн долларов. После заключения контракта Вилли отметил, что счастлив оказаться в НБА и рад снова играть в одной команде со своим хорошим другом Кристапсом Порзингисом, с которым они ранее вместе играли за «Севилью».
7 февраля 2018 года был обменян в «Шарлотт Хорнетс». В «Хорнетс» выходил со скамейки, играя в среднем менее 15 минут за матч и набирая 6-7 очков.
30 ноября 2020 года Эрнангомес подписал контракт с «Нью-Орлеан Пеликанс». В новом клубе роль Эрнангомеса возросла, он стал иногда появляться в стартовой пятёрке. В сезоне 2020/21 играл в среднем 18 минут и набирал 7,8 очка и делал 7,1 подбора. В сезоне 2021/22 играл в среднем 16,8 минуты и набирал 9,1 очка и делал 6,8 подбора. В 50 матчах сезона Эрнангомес сделал 9 дабл-даблов. 25 января 2022 года набрал 29 очков и сделал 10 подборов в матче против «Филадельфии». Через три дня в матче против «Денвер Наггетс» (105-116) набрал 18 очков и сделал 16 подборов, 3 передачи и 3 блок-шота.

## Сборная
В 2010 году Эрнангомес играл за сборную Испании среди игроков до 16 лет на чемпионате Европы. В 2011 году он с командой до 18 лет стал чемпионом Европы, в 2012 году — победителем турнира Альберта Швейцера (аналог чемпионата мира среди юношей до 18 лет), в том же году вновь выступал на чемпионате Европы. В 2013 году Эрнангомес принимал участие в чемпионате мира среди юношей до 19 лет. В 2014 году стал серебряным призёром чемпионата Европы до 20 лет.
В 2015 году Эрнангомес стал игроком взрослой сборной Испании. В её составе он играл на чемпионате Европы во Франции, где испанцы выиграли золотые медали. В 2016 году Эрнангомес был включён в заявку сборной на летние Олимпийские игры в Рио-де-Жанейро. В 2019 стал чемпионом мира в составе национальной сборной. В сентябре 2022 года был признан самым ценным игроком победного для испанцев чемпионата Европы и включён в символическую сборную турнира (при этом брат Хуан был признан самым ценным игроком финального матча). На турнире Вилли набирал в среднем 17,2 очка и делал 6,9 подбора.

## Семья
Отец Вилли — Гильермо Эрнангомес-старший, был в прошлом профессиональным баскетболистом, выступал за «Эстудиантес» и другие испанские клубы. Мать — немка по происхождению Маргарита (Вонни) Гойер (Margarita Geuer, род. 1966, рост 185 см), чемпионка Европы по баскетболу 1993 года в составе сборной Испании. Младший брат Вилли — Хуан, играет на позиции форварда за «Торонто Рэпторс». Младшая сестра Андреа (род. 2000) также занимается баскетболом.

## Статистика

### Статистика в НБА
| Сезон                                                                                    | Команда    | Регулярный сезон | Регулярный сезон | Регулярный сезон | Регулярный сезон | Регулярный сезон | Регулярный сезон | Регулярный сезон | Регулярный сезон | Регулярный сезон | Регулярный сезон | Регулярный сезон | Серия плей-офф | Серия плей-офф | Серия плей-офф | Серия плей-офф | Серия плей-офф | Серия плей-офф | Серия плей-офф | Серия плей-офф | Серия плей-офф | Серия плей-офф | Серия плей-офф |
| Сезон                                                                                    | Команда    | GP               | GS               | MPG              | FG%              | 3P%              | FT%              | RPG              | APG              | SPG              | BPG              | PPG              | GP             | GS             | MPG            | FG%            | 3P%            | FT%            | RPG            | APG            | SPG            | BPG            | PPG            |
| ---------------------------------------------------------------------------------------- | ---------- | ---------------- | ---------------- | ---------------- | ---------------- | ---------------- | ---------------- | ---------------- | ---------------- | ---------------- | ---------------- | ---------------- | -------------- | -------------- | -------------- | -------------- | -------------- | -------------- | -------------- | -------------- | -------------- | -------------- | -------------- |
| 2016/17                                                                                  | Нью-Йорк   | 72               | 22               | 18,4             | 52,9             | 26,7             | 72,8             | 7,0              | 1,3              | 0,6              | 0,5              | 8,2              | Не участвовал  | Не участвовал  | Не участвовал  | Не участвовал  | Не участвовал  | Не участвовал  | Не участвовал  | Не участвовал  | Не участвовал  | Не участвовал  | Не участвовал  |
| 2017/18                                                                                  | Нью-Йорк   | 26               | 0                | 9,0              | 60,5             | 20,0             | 42,9             | 2,6              | 0,8              | 0,3              | 0,3              | 4,3              | Не участвовал  | Не участвовал  | Не участвовал  | Не участвовал  | Не участвовал  | Не участвовал  | Не участвовал  | Не участвовал  | Не участвовал  | Не участвовал  | Не участвовал  |
| 2017/18                                                                                  | Шарлотт    | 22               | 1                | 11,9             | 50,6             | 57,1             | 75,8             | 5,3              | 0,5              | 0,5              | 0,4              | 6,1              | Не участвовал  | Не участвовал  | Не участвовал  | Не участвовал  | Не участвовал  | Не участвовал  | Не участвовал  | Не участвовал  | Не участвовал  | Не участвовал  | Не участвовал  |
| 2018/19                                                                                  | Шарлотт    | 58               | 3                | 14,0             | 51,9             | 38,5             | 69,4             | 5,4              | 1,0              | 0,3              | 0,3              | 7,3              | Не участвовал  | Не участвовал  | Не участвовал  | Не участвовал  | Не участвовал  | Не участвовал  | Не участвовал  | Не участвовал  | Не участвовал  | Не участвовал  | Не участвовал  |
| 2019/20                                                                                  | Шарлотт    | 31               | 0                | 12,1             | 53,2             | 22,7             | 62,7             | 4,3              | 0,9              | 0,3              | 0,2              | 6,1              | Не участвовал  | Не участвовал  | Не участвовал  | Не участвовал  | Не участвовал  | Не участвовал  | Не участвовал  | Не участвовал  | Не участвовал  | Не участвовал  | Не участвовал  |
| 2020/21                                                                                  | Нью-Орлеан | 47               | 12               | 18,0             | 56,3             | 10,0             | 66,7             | 7,1              | 1,1              | 0,5              | 0,5              | 7,8              | Не участвовал  | Не участвовал  | Не участвовал  | Не участвовал  | Не участвовал  | Не участвовал  | Не участвовал  | Не участвовал  | Не участвовал  | Не участвовал  | Не участвовал  |
| 2021/22                                                                                  | Нью-Орлеан | 50               | 8                | 16,8             | 52,0             | 33,3             | 77,3             | 6,8              | 1,3              | 0,4              | 0,4              | 9,1              | 1              | 0              | 1,9            | 25,0           | 0,0            | -              | 2,0            | 0,0            | 0,0            | 0,0            | 2,0            |
| 2022/23                                                                                  | Нью-Орлеан | 38               | 2                | 12,0             | 52,7             | 27,3             | 77,9             | 4,7              | 0,9              | 0,4              | 0,3              | 6,9              | Не участвовал  | Не участвовал  | Не участвовал  | Не участвовал  | Не участвовал  | Не участвовал  | Не участвовал  | Не участвовал  | Не участвовал  | Не участвовал  | Не участвовал  |
|                                                                                          | Всего      | 344              | 48               | 15,0             | 53,3             | 30,6             | 71,3             | 5,8              | 1,1              | 0,4              | 0,4              | 7,3              | 1              | 0              | 1,9            | 25,0           | 0,0            | -              | 2,0            | 0,0            | 0,0            | 0,0            | 2,0            |
| Наведите курсор мыши на аббревиатуры в заголовке таблицы, чтобы прочесть их расшифровку. |            |                  |                  |                  |                  |                  |                  |                  |                  |                  |                  |                  |                |                |                |                |                |                |                |                |                |                |                |

### Статистика в других лигах
| Сезон | Команда              | Лига                          | GP  | GS | MPG  | FG%   | 3P%  | FT%   | RPG | APG | SPG | BPG | PFL | TOV | PPG  |
| --- | -------------------- | ----------------------------- | --- | -- | ---- | ----- | ---- | ----- | --- | --- | --- | --- | --- | --- | ---- |
| 2011/12 | Реал Мадрид (Ю-18)   | Турнир в Оспиталете           | 4   | 4  | 27,7 | 51,6  | -    | 58,3  | 9,8 | 1,3 | 0,0 | 1,5 | 2,5 | 3,3 | 19,5 |
| 2012/13 | Все клубы            | Все лиги                      | 9   | 0  | 4,1  | 22,2  | -    | 60,0  | 0,9 | 0,0 | 0,4 | 0,1 | 0,9 | 0,4 | 1,6  |
| 2012/13 | Реал Мадрид          | Чемпионат Испании             | 6   | 0  | 3,8  | 18,2  | -    | 60,0  | 0,8 | 0,0 | 0,7 | 0,2 | 0,5 | 0,5 | 1,7  |
| 2012/13 | Реал Мадрид          | Евролига                      | 3   | 0  | 4,8  | 28,6  | -    | -     | 1,0 | 0,0 | 0,0 | 0,0 | 1,7 | 0,3 | 1,3  |
| 2013/14 | Севилья              | Чемпионат Испании             | 37  | 6  | 13,7 | 57,7  | 0,0  | 65,9  | 3,3 | 0,2 | 0,5 | 0,4 | 1,8 | 0,6 | 6,1  |
| 2014/15 | Все клубы            | Все лиги                      | 50  | 33 | 19,7 | 53,2  | 20,0 | 72,0  | 5,7 | 0,6 | 0,9 | 0,4 | 2,2 | 1,9 | 10,1 |
| 2014/15 | Севилья              | Чемпионат Испании             | 34  | 20 | 21,1 | 53,7  | 16,7 | 69,2  | 6,2 | 0,5 | 0,9 | 0,4 | 2,1 | 2,1 | 10,6 |
| 2014/15 | Севилья              | Кубок Европы                  | 16  | 13 | 16,6 | 51,9  | 25,0 | 79,5  | 4,6 | 0,7 | 0,9 | 0,3 | 2,3 | 1,6 | 8,9  |
| 2015/16 | Все клубы            | Все лиги                      | 52  | 4  | 10,8 | 65,7  | -    | 69,8  | 3,1 | 0,4 | 0,3 | 0,5 | 1,6 | 0,7 | 5,0  |
| 2015/16 | Реал Мадрид          | Чемпионат Испании             | 34  | 4  | 11,3 | 65,0  | -    | 73,1  | 3,3 | 0,4 | 0,4 | 0,5 | 1,8 | 0,7 | 5,7  |
| 2015/16 | Реал Мадрид          | Евролига                      | 14  | 0  | 11,2 | 64,3  | -    | 54,5  | 3,4 | 0,3 | 0,2 | 0,6 | 1,5 | 0,7 | 4,3  |
| 2015/16 | Реал Мадрид          | Кубок Испании                 | 2   | 0  | 3,5  | 100,0 | -    | -     | 0,0 | 0,0 | 0,0 | 0,5 | 0,0 | 0,0 | 2,0  |
| 2015/16 | Реал Мадрид          | Межконтинентальный кубок ФИБА | 2   | 0  | 7,0  | 100,0 | -    | -     | 1,0 | 0,0 | 0,0 | 0,5 | 0,5 | 0,5 | 2,0  |
| 2023/24 | Все клубы            | Все лиги                      | 79  | 15 | 17,4 | 56,7  | 44,1 | 63,8  | 5,6 | 0,6 | 0,4 | 0,5 | 1,8 | 1,3 | 11,5 |
| 2023/24 | Барселона            | Евролига                      | 38  | 2  | 16,2 | 56,7  | 36,4 | 70,9  | 4,8 | 0,4 | 0,4 | 0,4 | 1,8 | 1,6 | 11,0 |
| 2023/24 | Барселона            | Чемпионат Испании             | 37  | 13 | 18,6 | 56,1  | 50,0 | 58,3  | 6,2 | 0,8 | 0,5 | 0,5 | 1,7 | 1,2 | 12,2 |
| 2023/24 | Барселона            | Кубок Испании                 | 3   | 0  | 16,3 | 79,2  | 0,0  | 25,0  | 8,3 | 0,3 | 0,3 | 0,7 | 2,3 | 1,0 | 13,0 |
| 2023/24 | Барселона            | Суперкубок Испании            | 1   | 0  | 16,0 | 0,0   | -    | 100,0 | 3,0 | 0,0 | 0,0 | 0,0 | 1,0 | 0,0 | 2,0  |
| Всего | Всего                | Всего                         | 231 | 62 | 15,5 | 56,3  | 37,8 | 66,2  | 4,6 | 0,5 | 0,5 | 0,5 | 1,8 | 1,2 | 8,6  |
| В Евролиге | В Евролиге           | В Евролиге                    | 55  | 2  | 14,3 | 57,1  | 36,4 | 69,7  | 4,3 | 0,3 | 0,3 | 0,5 | 1,7 | 1,3 | 8,8  |
| В чемпионате Испании | В чемпионате Испании | В чемпионате Испании          | 148 | 43 | 15,7 | 56,4  | 41,4 | 64,4  | 4,6 | 0,5 | 0,6 | 0,4 | 1,8 | 1,1 | 8,4  |
| Наведите курсор мыши на аббревиатуры в заголовке таблицы, чтобы прочесть их расшифровку Статистика приведена с сайта basketball.realgm.com |                      |                               |     |    |      |       |      |       |     |     |     |     |     |     |      |